# Tetrastigma hemsleyanum
Tetrastigma hemsleyanum är en vinväxtart som beskrevs av Diels & Gilg. Tetrastigma hemsleyanum ingår i släktet Tetrastigma och familjen vinväxter. Inga underarter finns listade i Catalogue of Life.